# Vildt- og Naturpark Eriksberg
Vildt- og Naturpark Eriksberg er to sammenhængende naturreservater i Karlshamns kommune i Blekinge. Reservaterne er en del af Biosfæreområdet Blekinge Arkipelag.

## Historie
I den danske tid lå den selvstændige landsby Mara (eller Mahra) i området. Efter Freden i Roskilde i 1658 blev Mara knyttet tæt sammen med forsvenskningen af Blekinge. Svenske officerer og embedsmænd blev godsejere på stedet. I 1778 fik generalguvernør Eric Ruuth godset anerkendt som adelig sædegård, og Mara skiftede navn til Eriksberg.
I 1938 blev Eriksberg overtaget af naturfotografen Bengt Berg, der oprettede Maravikens Biologiska Försöksområde. Hans barnebarn, storvildtsjægeren og forfatteren Natasha Illum Berg, voksede op på stedet, der siden 1976 havde været drevet som naturreservat og jagtområde, men hendes far Iens Illum Berg måtte sælge ejendommen i 1987.

## Vildtparken
Det indre af Eriksberg er et indhegnet reservat, der blev oprettet i 1976. Naturreservatet omfatter næsten 1000 ha land og omkring 400 ha vand. I det indhegnede område lever der bl.a. kronhjort, dådyr, mufflonfår, vildsvin og europæisk bison.

## Eriksbergs strande
Uden for indhegningen ligger reservatet Eriksbergs stränder, som blev oprettet i 1978. Der er offentlig adgang til det 128 ha store kystområde.

## Naboområder
Mod vest ligger Hällaryds Skärgård, hvis vigtigste ø er Tärnö. Mod øst ligger Tjäröfjorden. Lidt længere mod øst ligger færgelejet Järnavik.